# Diaolou
I diaolou (in cinese: 碉樓) sono torri fortificate a più piani, generalmente costruite in cemento armato. Queste strutture si trovano principalmente nei pressi della città-contea di Kaiping, Jiangmen, nella provincia del Guangdong, nella Cina meridionale.

## Storia
Le prime torri vennero erette a partire dal periodo coincidente agli inizi della Dinastia Qing, nel XVII secolo, per raggiungere il picco verso gli anni venti e trenta del XX secolo, quando si contavano più di 3.000 di queste strutture. Oggi si contano 1.833 diaolou a Kanping e altri 500 nella vicina città provinciale di Taishan. Lo scopo principale per cui i diaolou vennero costruiti era di protezione contro gli attacchi da parte delle bande di fuorilegge che si trovavano in questa regione della Cina, ma alcune di queste torri vennero utilizzate come alloggi.
Kaiping è da sempre una zona da cui si sono sviluppati forti flussi migratori, col risultato di creare un crogiolo di idee portate da coloro che rientravano in Cina. Come risultato, lo stile architettonico in cui svariati diaolou sono costruiti incorpora elementi prettamente cinesi con altri di ispirazione occidentale. Nel 2007 i diaolou e i villaggi del Kaiping in cui essi sono costruiti sono stati inseriti nell'elenco dei Patrimoni dell'umanità dell'UNESCO.

## Alcuni esempi
- Il diaolou denominato Ruishi, situato nei pressi del villaggio di Jinjiangli, venne costruito nel 1921 e, con i suoi 9 piani, è il più alto di quelli di Kaiping. Questo edificio presenta un tetto in stile bizantino ed una cupola in stile romano.
- I Giardini di Li, a Beiyi Xiang, vennero costruiti nel 1936 da Xie Weili, un cinese emigrato negli Stati Uniti.
- Il diaolou di Fangshi, costruito nel 1920 grazie al lavoro di vari abitanti del villaggio in cui si trova, si sviluppa su di un'altezza di 5 piani. Esso è noto anche col nome di torre della luce poiché al suo interno ha un potente proiettore che crea un fascio luminoso brillante come quello di un faro.
- Il Bianchouzhu Lou (letteralmente torre pendente), situato nel villaggio di Nanxing, venne costruito nel 1903; esso ha 7 piani e si trova ai bordi di uno stagno.